# Karl Wärnberg
Karl Ragnar Wärnberg, född 18 augusti 1926 i Eksjö församling, Jönköpings län, död 2010, var en svensk företagsledare och ambassadör.

## Biografi
Wärnberg, som var officersson, tog 1946 reservofficersexamen, avlade 1950 civilingenjörsexamen vid Kungliga Tekniska högskolan och blev 1953 civilekonom vid Handelshögskolan i Stockholm. Han var från 1956 VD vid ett av Astras dotterbolag i Argentina, var 1970–1975 VD för Tobaksmonopolet och senare chef för Exportrådet. Han blev 1979 Sveriges ambassadör i Seoul och var verksam som ambassadör i Bogotá och Panama City 1983-1988 och Caracas från 1989 fram till pensioneringen 1991.
Wärnberg invaldes 1977 som ledamot av Ingenjörsvetenskapsakademien.